# 1. FC Sonneberg
1. FC Sonneberg is een Duitse voetbalclub uit Sonneberg, Thüringen.

## Geschiedenis
De club werd in 1904 opgericht als 1. FC Sonneberg.  De club was aangesloten bij de Midden-Duitse voetbalbond en speelde vanaf 1910 in de competitie van Zuid-Thüringen. De club werd daar ook de eerste kampioen, maar omdat de competitie nog bezig was toen de Midden-Duitse eindronde al van start ging, kon de club daar niet aan deelnemen. Na een nieuwe titel in 1912 nam de club wel deel aan de eindronde en trad aan tegen FC Preußen Suhl. De wedstrijd werd in de eerste ronde stopgezet bij een 0-2 stand voor Suhl wegens slechte weersomstandigheden. Door tijdsgebrek gingen beide clubs naar de kwartfinale, waar de wedstrijd herspeeld werd. Nu won Sonneberg met 2-1 en plaatste zich voor de halve finale, waar ze met 6-0 verloren van SpVgg 1899 Leipzig-Lindenau. De volgende twee seizoenen verloor de club alle wedstrijden. Tijdens de Eerste Wereldoorlog werd er geen competitie gespeeld in Zuid-Thüringen. 
Na de oorlog nam de club de naam TuSV Sonneberg aan en speelde vanaf 1920 in de tweede klasse van de Kreisliga Thüringen. Na 1923 werd de Kreisliga ontbonden en werd de Zuid-Thüringse competitie terug opgewaardeerd tot hoogste klasse en promoveerde de club. Na een derde plaats in 1921 werd de naam gewijzigd in 1. SC Sonneberg 04. Na een tweede plaats in 1925 eindigde de club in 1926 eerste, althans volgens de laatst bekende stand. SC 06 Oberlind had twee punten minder, maar ook twee wedstrijden minder gespeeld. Deze club werd naar de eindronde gestuurd. Het is niet bekend of de competitie afgewerkt werd en Oberlind nog over Sonneberg sprong. Na nog een vicetitel achter Oberlind eindigde de club de volgende jaren in de middenmoot. 
In 1933 werd de competitie geherstructureerd. De Midden-Duitse bond werd ontbonden en de vele competities werden vervangen door de Gauliga Mitte en Gauliga Sachsen. Uit Zuid-Thüringen kwalificeerde enkel de kampioen zich voor de Gauliga Mitte en voor de Bezirksklasse Thüringen, die de nieuwe tweede klasse werd, kwalificeerden zich slechts twee teams. Door de overheveling van de clubs uit de regio Coburg naar de Sportgau Bayern maakte de club kans op de Bezirksklasse, maar het was 1. FC 07 Lauscha, dat één punt minder telde, dat de voorkeur kreeg. Sonneberg bleef in de Zuid-Thüringse competitie, die nu als Kreisklasse de derde klasse werd. Stadsrivaal Sportring 1910 Sonneberg sloot zich hierna bij de club aan. De club werd meteen kampioen en promoveerde via de eindronde naar de Bezirksklasse. De club werd er een vaste waarde tot 1943 maar eindigde meestal in de middenmoot.
Na de Tweede Wereldoorlog werden alle Duitse clubs ontbonden. De club werd heropgericht als SG Sonneberg. In 1951 werd de naam BSG Einheit Sonneberg. De club ging in de Bezirksliga Suhl spelen. De club fuseerde met ZSG Industrie Sonneberg tot BSG Motor Sonneberg. In 1955 werd de club kampioen en nam deel aan de eindronde om promotie naar de DDR-Liga, maar verloor hier. Van 1955 tot 1963 speelde de club in de II. DDR-Liga tot deze ontbonden werd en opnieuw vevangen door de Bezirksliga. In 1977 werd de naam BSG EIO Sonneberg
Na de Duitse hereniging werd opnieuw de naam 1. SC Sonneberg aangenomen. In 2004 werd het 1. FC Sonneberg. In 2012 promoveerde de club naar de Thüringenliga, maar degradeerde weer na één seizoen.